# Bitsch (Wallis)
Bitsch is een gemeente en plaats in het Zwitserse kanton Wallis, en maakt deel uit van het district Östlich Raron.
Bitsch telt 856 inwoners.